# Christensonella echinophyta
Christensonella echinophyta là một loài thực vật có hoa trong họ Lan. Loài này được (Barb.Rodr.) Szlach., Mytnik, Górniak & Smiszek mô tả khoa học đầu tiên năm 2006.

## Hình ảnh

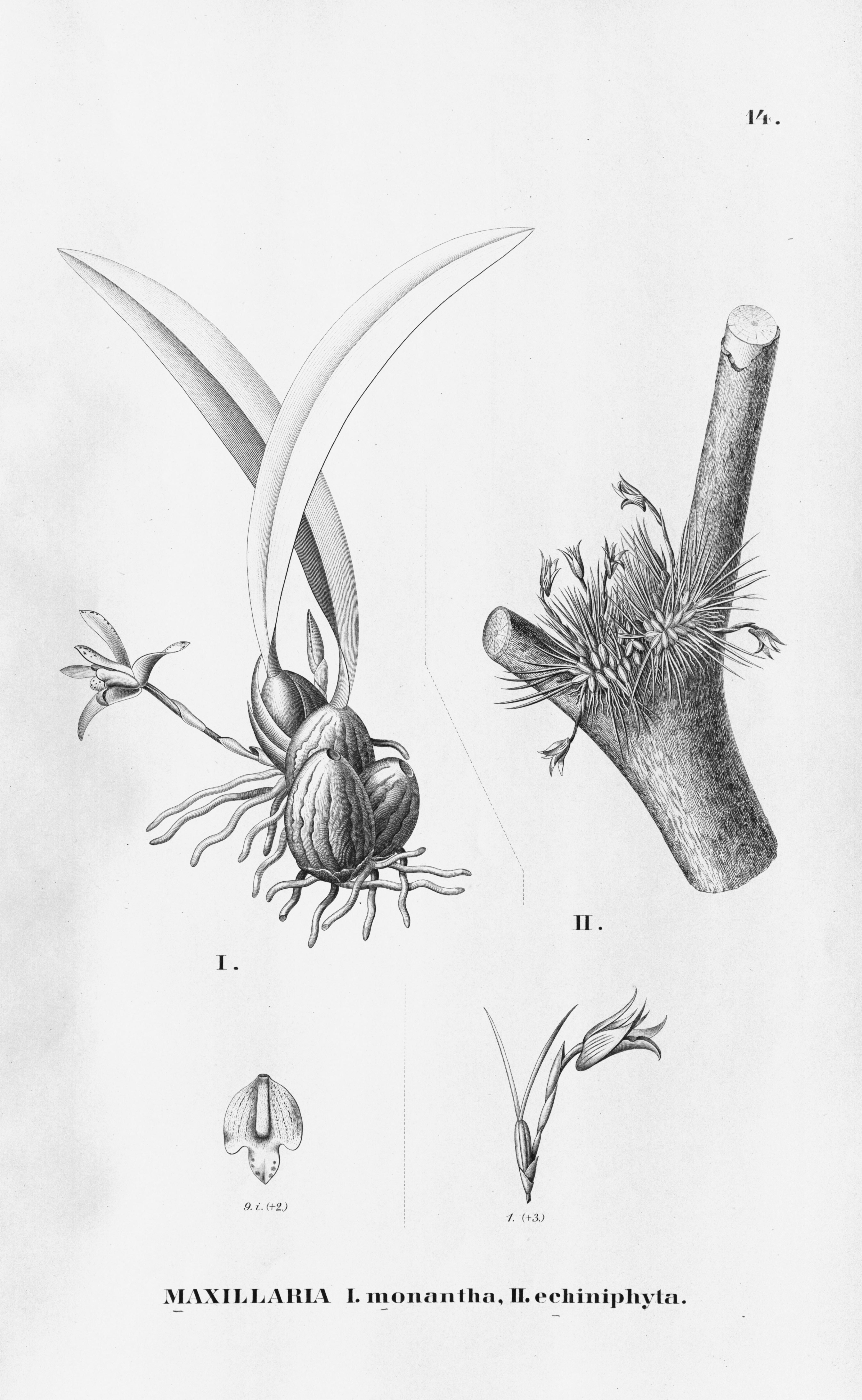